# Edme François Jomard

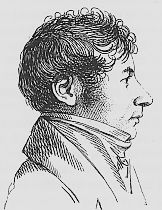
Edme François Jomar

Edme François Jomard (Versalhes, 22 de novembro de 1777 - Paris, 22 de setembro de 1862) foi um cartógrafo, engenheiro e arqueólogo francês.